# 林良泰
林良泰（1963年—），中華民國政治人物，曾任臺中市政府交通局局長、臺中捷運公司代理董事長。

## 經歷

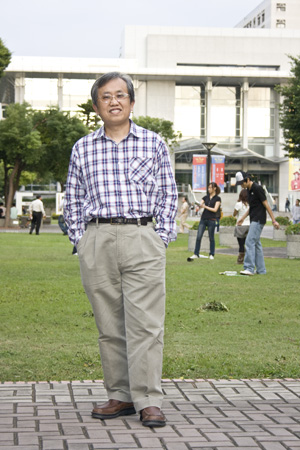
時任臺中市政府交通局局長林良泰

2002年8月1日，時任臺中市政府交通局長，全力推行「臺中市公車改革第一步」高潛力公車。
在中正路(現名為：臺灣大道一段)搭建一道長十八公尺的黑色隧道，象徵衝破公車運輸黑暗期，臺中市大眾運輸正式進入新階段，宣示市府推動公共運輸的決心。高潛力公車規劃總共有六條路線，「71(棕)線、72(綠)線、73(藍)線、75(黃)線、77(橘)線、79(紅)線」。
2010年12月25日，臺中縣、臺中市合併改制為直轄市「臺中市」，出任臺中市政府交通局局長。
2018年12月25日，出任臺中捷運公司代理董事長。2019年3月4日由林志盈接任。
2023年3月30日，再次出任臺中捷運公司代理董事長。
2023年5月12日，在臺中捷運塔吊撞擊事故後，完成階段性任務，請辭代理董事長。

## 爭議

### 臺中捷運塔吊撞擊事故
2023年5月12日，臺中市政府發布媒體新聞稿，表示台中捷運公司代理董事長林良泰，自112年3月起代理董事長一職，在代理職務期間，無給職以交通專業、義務協助中捷日常營運，且在中捷發生重大意外之際，帶領中捷同仁徹夜搶修，讓中捷得以最快速度恢復全線通車。
臺中市政府感謝林良泰代理期間的承擔與協助，對於林良泰代理董事長請辭中捷職務，市府予以准辭。